# 強き蟻
『強き蟻』（つよきあり）は、松本清張の長編小説。『文藝春秋』に連載され（1970年1月号 - 1971年3月号）、1971年4月に文藝春秋から刊行された。夫の遺産を根こそぎ確保しようとたくらむ女性の、周到な殺害計画を描くピカレスク長編。タイトルは西東三鬼の句「墓の前強き蟻ゐて奔走す」に由来する。
これまで3度テレビドラマ化されている。

## あらすじ
東銀座の「みの笠」で水商売をしていた伊佐子は、現在はS光学取締役の肩書きを持つ沢田信弘に嫁ぎ、渋谷の松濤で生活している。夫は30前後も年齢が離れているが、伊佐子の今後の人生計画からすれば、夫にあと3年くらいで死んでもらうのが理想的であった。身体の若さを保ちたい伊佐子は、20代の男たちと遊びの交際をしていたが、ある時、伊佐子の遊び相手の石井寛二が殺人容疑で捕まる。石井の仲間から弁護料を負担するよう求められた伊佐子は、食品会社副社長の塩月芳彦に援助を交渉する。塩月とは「みの笠」の時から続く関係だが、威光の利く保守党の実力者を叔父に持っていた。石井の件の始末をはかろうとする矢先、信弘が心筋梗塞を発症する。財産の確保のためには、最適な時期に最適な条件で夫に死んでもらうことが必要であり、伊佐子は状況を有利にするため奔走を続けるが……。

## 登場人物

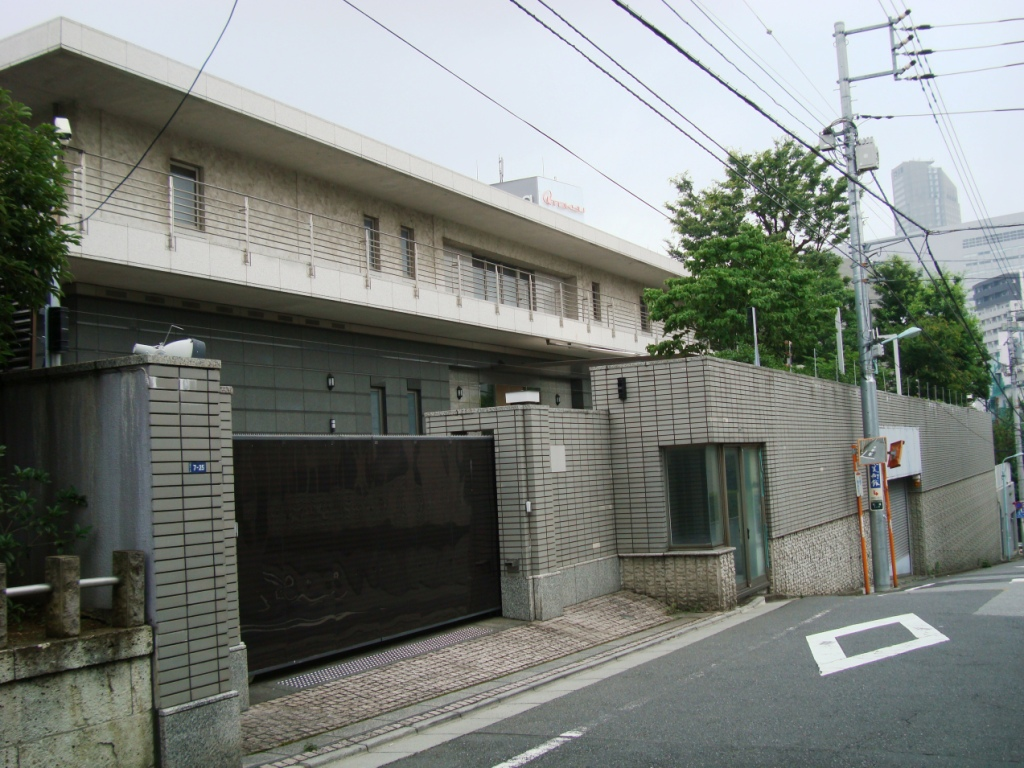
小説の舞台となる東京・渋谷区の住宅街・松濤（写真は東京都知事公館）

- 原作における設定を記述。

沢田伊佐子
S光学重役夫人。夫の前では愛情を口にしているが、その裏では･･･。
沢田信弘
伊佐子の夫。工学博士号を持つ、S光学の技術的功労者。
塩月芳彦
政治家など有力筋の人脈を持つ副社長。多芸で器用。
佐伯義男
塩月が伊佐子に紹介した弁護士。兄は病院の院長。
石井寛二
五反田のアパートに住む、証券会社のセールスマン。
宮原素子
沢田家に来た若い速記者。
豊子・妙子
ともに信弘の先妻の娘。
福島乃理子
石井の彼女。キャバクラ嬢。

## エピソード
- 本作執筆の動機に関して著者は、非常に割り切った性格の若い後妻が外に恋人を持っているらしいが、病気で寝ている夫の方はどうしようもない、その状況に胸打たれたことからと発言している[2]。その人物が誰を指すか著者は明言していないが、当時『文藝春秋』で本作の担当編集者であった高橋一清は、本作が木々高太郎（本作連載開始前の1969年10月に心筋梗塞で死去）をモデルにしていると言われて話題になったと述べている[3]。
- エッセイストの酒井順子は、沢田伊佐子は「性欲、金銭欲、そして夫殺しをも厭わない実行力」と、三拍子揃った全方位的な悪女、清張型悪女の典型と言ってもいい存在と述べ、読者の年齢層が高く、さらには週刊誌よりも高所得層が読んでいそうな雑誌（『文藝春秋』）に書くには、後妻によるお家乗っ取りは最適の話題と言えると述べている[4]。

## 翻訳
- L'attesa（イタリア語、Adelphi）
- 强蚁（中国語、浙江人民出版社）

## テレビドラマ

### 1981年版
『松本清張の強き蟻』は、日本テレビ系列の2時間ドラマ『木曜ゴールデンドラマ』（毎週木曜日21:02 - 22:51、JST）で1981年6月25日に放送された。主演は浜木綿子。視聴率20.0%（ビデオリサーチ調べ、関東地区）。
キャスト
- 沢田伊佐子 - 浜木綿子
- 加藤嘉
- 川津祐介
- 岡田眞澄
- 上村香子
- 奈美悦子
- 萬田久子
- 佐々木孝丸
- 吉田次昭

スタッフ
- 脚本 - 重森孝子
- 監督 - 香坂信之
- 制作 - 東映

| 日本テレビ系列 木曜ゴールデンドラマ           | 日本テレビ系列 木曜ゴールデンドラマ | 日本テレビ系列 木曜ゴールデンドラマ |
| 前番組                                        | 番組名                              | 次番組                              |
| --------------------------------------------- | ----------------------------------- | ----------------------------------- |
| はばたけ愛の翼 （原作：草鹿宏） （1981.6.18） | 松本清張の強き蟻 （1981.6.25）      | かげろうの死 （1981.7.2）           |

### 2006年版
『松本清張特別企画・強き蟻』は、テレビ東京・BSジャパン共同制作の2時間ドラマで放送された。主演は若村麻由美。
BSジャパンの「BSミステリー」（日曜日21:00 - 23:18、JST）では2006年7月16日に放送。
テレビ東京系の『水曜ミステリー9』（水曜日21:00 - 23:18、JST）では2006年7月19日に放送。
キャスト
- 沢田伊佐子 - 若村麻由美
- 沢田信弘 - 津川雅彦
- 宮原素子 - 星野真里
- 佐伯義男 - 別所哲也
- 塩月芳彦 - 伊武雅刀
- 川瀬 - 神山繁
- 石井寛二 - 賀集利樹
- 川本サキ - 鷲尾真知子
- 豊子 - 筒井真理子
- 春田純一
- 浜口正 - 本田大輔
- 江藤漢斉
- 妙子 - 野田よし子
- 宮澤寿
- 片山けい
- 河井護
- 針原武司
- 保科光志
- 田澤有里朱
- 安芸幸生
- 清水理絵

スタッフ
- 脚本 - 西岡琢也
- 監督 - 黒沢直輔
- 撮影 - 志賀葉一
- 技術協力 - 映広
- 美術協力 - テレビ朝日クリエイト
- スタジオ - 角川大映スタジオ
- プロデュース - 橋本かおり、椿宜和、田野真憲
- 製作 - 角川ヘラルド映画、テレビ東京、BSジャパン

| テレビ東京系列 水曜ミステリー9   | テレビ東京系列 水曜ミステリー9        | テレビ東京系列 水曜ミステリー9   |
| 前番組                           | 番組名                                | 次番組                           |
| -------------------------------- | ------------------------------------- | -------------------------------- |
| ハマの子宝先生24時 （2006.7.12） | 松本清張特別企画 強き蟻 （2006.7.19） | 大漁！釣り船弁護士 （2006.7.26） |

### 2014年版
『松本清張 強き蟻』は、テレビ東京系で2014年7月2日に放送された。主演は米倉涼子。
テレビ東京開局50周年特別企画。
放送時間（JST）は水曜21:00 - 23:08で、この枠は通常編成時の『水曜ミステリー9』の時間帯での放送だが、本作は『水曜ミステリー9』枠外で放送された。視聴率は10.0%（ビデオリサーチ調べ・関東地区）
キャスト
- 沢田伊佐子〈36〉 - 米倉涼子 （美貌の女性で沢田信弘の後妻）
- 佐伯義雄〈37〉 - 高嶋政伸 （佐伯法律事務所の弁護士）
- 宮原素子〈25〉 - 比嘉愛未 （速記者）
- 沢田妙子〈29〉 - 笛木優子 （信弘の前妻との娘）
- 椿サキ〈58〉 - かたせ梨乃 （沢田家の家政婦）
- 川瀬卓郎〈51〉 - 矢島健一 （大日本工学の新社長）
- 石井寛二〈30〉 - 要潤 （Jリーグ選手）
- 塩月芳彦〈57〉 - 宅麻伸 （帝国食品の副社長）
- 沢田信弘〈67〉 - 橋爪功 （伊佐子の夫で大日本光学の役員）
- 三浦浩一
- 平川医師　-　伊藤正之
- 土谷春陽
- 吉家章人
- 山口眞司
- 白石タダシ
- つるにしこうき
- 富永沙織
- 福井弘一
- 斉藤一也
- 白石小百合

ほか
スタッフ
- 脚本 - 森下直
- 演出 - 松田秀知
- 音楽 - 佐藤準
- フードコーディネーター - 住川啓子
- スタント - 釼持誠
- 脚本協力 - 本田隆朗
- 法律監修 - 高丸涼太
- 法医学監修 - 高木徹也
- ダンス指導 - 森田銀河
- 速記指導 - ゲンブリッジオフィス
- 技術協力 - バスク、テイクシステムズ
- 美術協力 - フジアール
- 音響効果 - スポット
- チーフプロデューサー - 岡部紳二（テレビ東京）
- プロデューサー - 中川順平（テレビ東京）、渡辺一仁（テレビ東京）、湯浅典子
- 制作協力 - 共同テレビ
- 製作 - テレビ東京